# Wassersuppe (Seeblick)

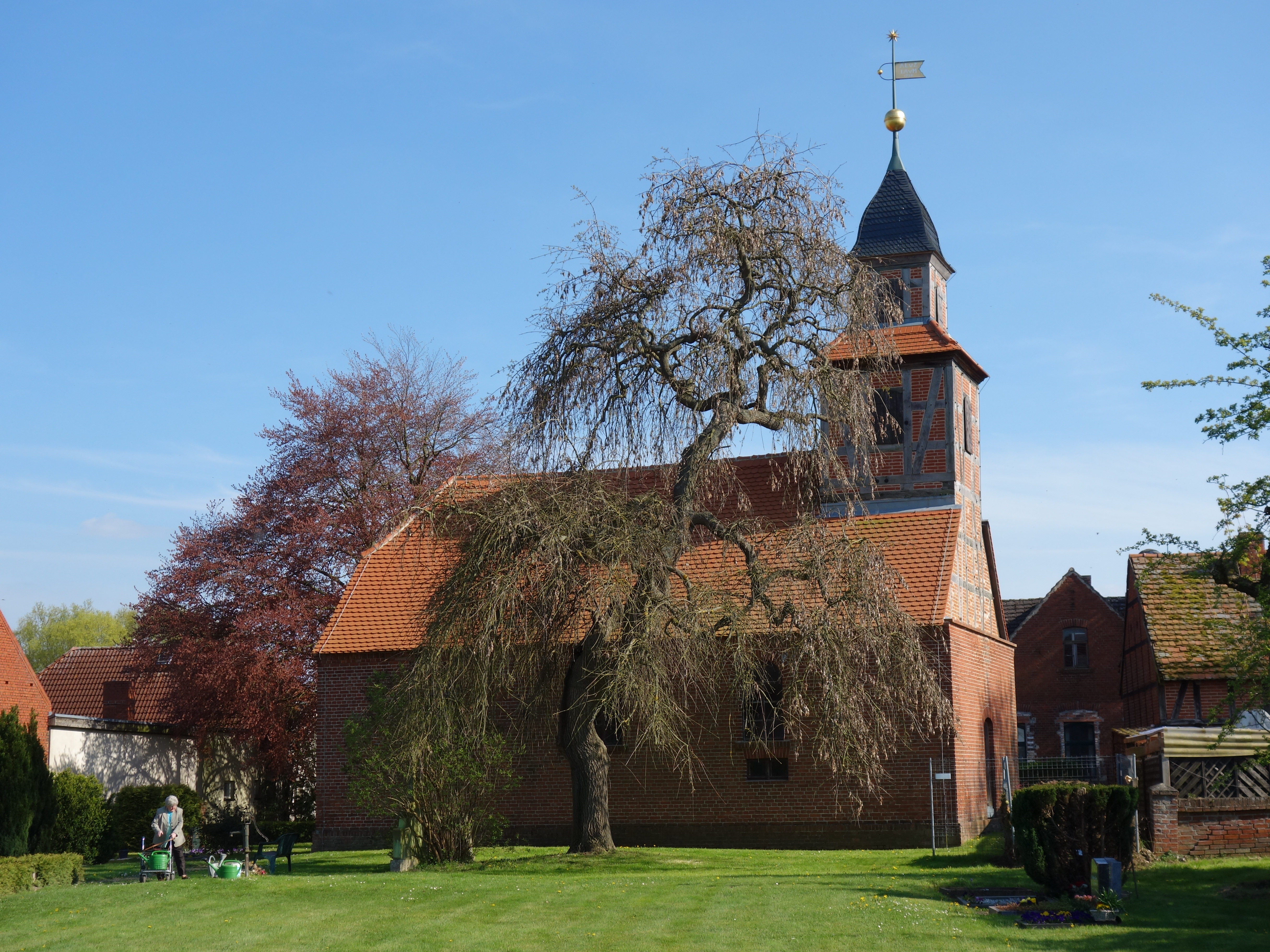
Dorfkirche Wassersuppe

Wassersuppe ist ein Ortsteil der Gemeinde Seeblick im Landkreis Havelland in Brandenburg. Bis zu ihrer Eingemeindung am 31. Dezember 2001 war Wassersuppe eine eigenständige Gemeinde, die vom Amt Rhinow verwaltet wurde.

## Lage
Wassersuppe liegt im Ländchen Rhinow im Havelland unweit der Kreisstadt Rathenow, direkt am Ufer des Hohennauener-Ferchesarer Sees. Umliegende Ortschaften sind Elslaake im Norden, Witzke im Nordosten, der zur Gemeinde Stechow-Ferchesar gehörende Teilort Ferchesar im Südosten, der Rathenower Ortsteil Semlin auf der anderen Seeseite im Süden, Hohennauen im Westen sowie der zur Gemeinde Havelaue gehörende Ortsteil Spaatz im Nordwesten.
Durch einen Teil der Gemarkung des Ortes fließt der Rhin. Wassersuppe liegt an einer Gemeindestraße, über die der Ort an die etwa einen Kilometer nordwestlich verlaufende Bundesstraße 102 von Rathenow nach Wusterhausen angebunden ist.

## Geschichte
Das Dorf Wassersuppe wurde erstmals im Jahr 1441 als Wassersopp urkundlich erwähnt. In den Jahren danach änderte sich der Ortsname über watersibbe zu watersuppe und schließlich zu Wassersuppe. Zur Deutung des aus dem Slawischen entstandenen Ortsnamens gibt es keine eindeutigen Aussagen. Am wahrscheinlichsten handelt es sich dabei um einen Spottnamen. Möglich ist allerdings auch die Übertragung des Ortsnamens von dem ursprünglich gleichnamigen, wüst gefallenen Dorf Veterzeb bei Ladeburg in Sachsen-Anhalt.
Etwa zur Zeit des Siebenjährigen Krieges erwarb der später auch nobilitierte preußische Offizier Karl Theophil Guichard das Dorf; es blieb wohl bis etwa zu seinem Tod im Jahr 1775 in seinem Besitz, er lebte aber zuletzt und verstarb in Potsdam. Von Friedrich II. soll er manchmal spöttisch Seigneur de Wassersuppe genannt worden sein. Die Dorfkirche Wassersuppe wurde im Jahr 1756 errichtet. Zweitquellen aus der Genealogie und dem Geschichtsfeld der Rittergüter deuten schon auf 1760 zu verschiedenen Besitzesanteilen hin und sprechen von Wassersuppe I und II, also von zwei Rittergütern im Ort.
Im Jahr 1780 wurde in Wassersuppe ein Gutshaus errichtet, durch die Adelsfamilie von der Hagen. Der Bau des Herrenhauses dürfte unter Thomas Philipp d. J. von der Hagen (1729–1797) auf Hohennauen realisiert worden sein. Er war mit Maria Gräfin Wartensleben verheiratet, deren Wappen dann den Baukörper zierte. Hagen war Domherr zu Brandenburg und wirklicher Geheimer Rat. Elf Jahre später wird Wassersuppe ein adliches Gut mit Filial Wutzke wieder erwähnt. Und die Besitzverbindung vom Gut Wassersuppe und Gut Hohennauen II und III ging dann über mehrere Generationen. Zu mindestens bis Friedrich Wilhelm von der Hagen (1799–1880), er war nämlich Fideikommissherr auf beiden Gütern.
Im erstmals 1879 veröffentlichten Generaladressbuch der Rittergutsbesitzer für die Provinz Brandenburg wird das kreistagsfähige Rittergut Wassersuppe aufgeführt, im Besitz der Uradelsfamilie von der Hagen. Als Größe werden 466 ha angegeben. Zum Gut gehört eine Ziegelei, das Anwesen ist an Ober-Amtmann Müller verpachtet.
Schon weit vor der großen Wirtschaftskrise, 1929, war das Gut Wassersuppe mit Vorwerk Witzke bereits in bürgerlicher Hand. Es gehörte Kurt Fliegel. Der Besitz umfasste noch 774 ha Land und nutzte als moderne Technik bereits einen Dampfpflug. Das damals letztmals publizierte Brandenburgische Güteradressbuch nennt mit dem Gustav Laehns auf 23 ha noch einen zweiten Landwirt im Ort.
Zu DDR-Zeiten diente das Gutshaus als Sitz der örtlichen Landwirtschaftlichen Produktionsgenossenschaft (LPG).
Wassersuppe lag anfangs im Königreich Preußen und dort im Landkreis Westhavelland. Nach der totalen staatlichen Neuordnung infolge des Zweiten Weltkriegs, am 25. Juli 1952 wurde die Gemeinde dem neu gebildeten Kreis Rathenow im Bezirk Potsdam zugeordnet.
Nach der Wende in der DDR gehörte Wassersuppe zum neuen Landkreis Rathenow und schloss sich am 1. April 1992 zusammen mit dreizehn weiteren Gemeinden dem Amt Rhinow an. Die brandenburgische Kreisreform vom 6. Dezember 1993 führte dazu, dass Wassersuppe zum Landkreis Havelland kam. Am 31. Dezember 2001 wurde Wassersuppe zusammen mit den bis dahin ebenfalls eigenständigen Gemeinden Hohennauen und Witzke zu der neuen Gemeinde Seeblick zusammengeschlossen.
Im Jahr 2018 gründeten 12 Einwohner von Wassersuppe einen Heimatverein, der sich unter anderem folgende Ziele stellt: Aktivierung der Einwohner bei der Dorfverschönerung sowie bei Aufräumarbeiten im Frühjahr oder im Herbst an der See-Badestelle, organisieren oder besser bekanntmachen von Veranstaltungen wie dem Osterfeuer, einem Sommerfest. Auch die Zusammenarbeit mit dem Förderverein für die Dorfkirche und der Laufgruppe Wassersuppe sollen verbessert werden.

## Bevölkerungsentwicklung
| 1875 | 159 | 1939 | 158 | 1981 | 122 |
| 1890 | 161 | 1946 | 267 | 1985 | 111 |
| 1910 | 172 | 1950 | 212 | 1989 | 115 |
| 1925 | 151 | 1964 | 161 | 1995 | 113 |
| 1933 | 180 | 1971 | 140 | 2000 | 115 |

## Politik
Im Rahmen der Zugehörigkeit zur Gemeinde Seeblick werden die Belange des kleinen Ortsteils durch einen Ortsvorsteher wahrgenommen. Im Jahr 2018 hatte dieses Thoma Later dieses Amt inne. Zusätzlich gibt es den Ortsbeirat in der Gemeindevertretung.

## Bauwerke und Verkehr
Außer der denkmalgeschützten Dorfkirche sind folgende Sehenswürdigkeiten zu nennen:
Es gibt ein Dorfgemeinschaftshaus mit Sanitäranlagen, das auch Wasserwanderern zur Nutzung dient. Dieses Haus kann auch für Kultur- oder private Veranstaltungen gemietet werden.
Der Ortsteil liegt an der B 102.
Über den Hohennauener See und das angrenzende Gewässersystem ist Wassersuppe sogar mit dem Atlantik verbunden.

## Nachweise
1. ↑  Gemeinde- und Ortsteilverzeichnis. In: geobasis-bb.de. Landesvermessung und Geobasisinformation Brandenburg, archiviert vom Original (nicht mehr online verfügbar) am 16. August 2017; abgerufen am 12. November 2017.  Info: Der Archivlink wurde automatisch eingesetzt und noch nicht geprüft. Bitte prüfe Original- und Archivlink gemäß Anleitung und entferne dann diesen Hinweis.
2. ↑  Reinhard E. Fischer: Die Ortsnamen der Länder Brandenburg und Berlin. Alter – Herkunft – Bedeutung. be.bra Wissenschaft, Berlin 2005, S. 177.
3. ↑  Geschichte des altadeligen Geschlechts von Oppen. 1896. In: George Adalbert von Mülverstedt (Hrsg.): Familien-Chronik. Urkundenbuch. Von 1649 bis 1856 und Nachtrag von 1432 bis 1827, Nr. 1783. Gedruckt bei E. Baensch jun., Magdeburg 1896, S. 327–328 (uni-duesseldorf.de [abgerufen am 10. November 2021]).
4. ↑  Claus Legal, Gert Legal: Friedrich II. von Preußen und Quintus Icilius. Der König und der Obrist. Historische Zeugnisse von Wahrheit und Wahrscheinlichkeit, Deutung und Bedeutung. In: Biographie. 1. 2020 Auflage. utzverlag, München 2020, ISBN 978-3-8316-4812-2, S. 182 (google.de [abgerufen am 10. November 2021]).
5. ↑  Datenbank des Brandenburgischen Landesamtes für Denkmalpflege und Archäologisches Landesmuseum, abgerufen am 12. November 2017.
6. ↑  Hand-Matrikel der in sämmtlichen Kreisen des preussischen Staats auf Kreis- und Landtagen vertretenen Rittergütern. 1857. In: K. Fr. Rauer (Hrsg.): Vorgänger der Güteradressbücher (u. a. Niekammer). Provinz Brandenburg, West-Havelland. Im Selbstverlag des Herausgebers, Berlin Oktober 1857, S. 75 (uni-duesseldorf.de [abgerufen am 10. November 2021]).
7. ↑  Gothaisches Genealogisches Taschenbuch der Adeligen Häuser. Der in Deutschland eingeborene Adel (Uradel). 1904. In: "Der Gotha" Standardwerk der Genealogie. Fünfter Jahrgang Auflage. Adelige Häuser nach alphabetischer Ordnung, von der Hagen. Stamm B. Justus Perthes, Gotha 2. November 1903, S. 295–300 (uni-duesseldorf.de [abgerufen am 10. November 2021]).
8. ↑  Johann Ernst Fabri: Geographie für alle Stände. In: Statistik. Ersten Theils, dritter Band, Die Mittelmark. Der havelländische Kreis. Im Schwickertschen Verlage, Leipzig 1791, S. 1037 (google.de [abgerufen am 10. November 2021]).
9. ↑  P. Ellerholz, H. Lodemann, H. von Wedell: General-Adressbuch der Ritterguts- und Gutsbesitzer im Deutschen Reiche 1879. 1. Band: Das Königreich Preussen, Lfg. 1: Die Provinz Brandenburg. Nicolaische Verlags-Buchhandlung R. Stricker, Berlin 1879, S. 96–97, doi:10.18452/377 (hu-berlin.de [abgerufen am 10. November 2021]).
10. ↑  Ernst Seyfert, Hans Wehner, Alexander Haußknecht, GF Hogrefe: Niekammer’s Landwirtschaftliche Güter-Adreßbücher. Band VII. Landwirtschaftliches Adreßbuch der Rittergüter, Güter und Höfe der Provinz Brandenburg 1929. Verzeichnis sämtlicher Rittergüter, Güter und Höfe von ca. 20 ha aufwärts. In: Mit Unterstützung von Staats- und Kommunalbehörden, sowie des Brandenburgischen Landbundes zu Berlin, sowie der Kreislandbünde. 4. Auflage. Letzte Ausgabe-Niekammer-Reihe. Verlag Niekammer’s Adreßbücher G.m.b.H., Leipzig 1929, S. 143 (martin-opitz-bibliothek.de [abgerufen am 10. November 2021]).
11. ↑  Wassersuppe. In: rhinow.de. Amt Rhinow, abgerufen am 12. November 2017.
12. ↑  Wassersuppe im Geschichtlichen Ortsverzeichnis. Abgerufen am 12. November 2017.
13. 1 2  Heimatverein ist gegründet worden, in maz-online.de, abgerufen am 15. Juli 2021.
14. ↑  Historisches Gemeindeverzeichnis des Landes Brandenburg 1875 bis 2005. (PDF; 331 KB) Landkreis Havelland. Landesbetrieb für Datenverarbeitung und Statistik Land Brandenburg, Dezember 2006, abgerufen am 12. November 2017.
15. ↑  200 Gäste feiern wilde Party in Wassersuppe, www.maz-online.de, abgerufen am 15. Juli 2021.
16. ↑  Kreisstraßen im Havelland, abgerufen am 15. Juli 2021.
17. ↑  Siggi Sawall: BoD: Von Wassersuppe in die Karibik, ISBN 9783839100820; abgerufen am 15. Juli 2021.